# 那夏礼
那夏礼（英語：Henry V. Noyes，1836年4月24日—1914年1月21日），美北长老会來華传教士，培英中學、芳村堂創辦者，格致書院合辦者。他被培英學子稱為“校祖”。

## 生平

### 幼年至青年
1836年4月24日，那夏礼出生在美國俄亥俄州的一個基督教家庭。其父為长老会牧师，母亦為虔诚的信徒。那夏禮在兄弟姊妹10人中排行第2。
那夏禮自小好學，尤為數學。1845年，他擔任教員一職，隨後進入大學學習。1851年，他大學畢業，因有志於前往海外佈道，再於亞利威微學校攻讀神學三年。他之後在美國南北戰爭時期為美利堅合眾國軍隊服務，救生唁死，鼓舞士氣。

### 中國布道
1860年，那夏禮被美北長老會派遣往中國廣東傳道，先後前往連州、新會、開平、大良、赤坎、石龍各地遊行佈道。据记载，有一次他与一位传道士一起外出布道時遇盗贼抢劫，同伴被流弹击中遇难，那夏礼則幸免。那夏礼在广东各地所建教会，会众达数百人。1866年返回美國。1868年1月，他的妹妹那夏理被美北长老会派遣到廣州佈道，於1876年回到美國。1876年，那夏禮與其妹那夏理再次回到中國傳教。

### 創辦學舍
1879年，那夏礼在廣州沙基同德大街创办安和堂，安和堂除教授四书五经外，亦开设数学、物理、英文等课程。这是广州最早开设此类现代科学课程的学校之一。1888年，学校迁至花地的听松园，改名培英书院，设立中学部及科学部，即培英中学的前身。培英書院添置科學儀器，專授西學，開創了廣東科學教育的先河。更名為培英書院後，當年入學人數達上百人。由于培英書院的教学兼顾中西文化，其聲名遠揚，岭南各地民众纷纷将子女送至此處入学，甚至有从澳洲、美洲、加拿大来入学的学生。那夏禮一直擔任培英書院院長直至離世。
1891年，那夏礼在培英书院内成立长老会广州中会花地支會。1895年，中會成員集資修建禮拜堂（即芳村堂前身），那夏禮擔任講師直至逝世，期間共有310人在那夏禮的講說下皈依。
1896年秋天，培英書院於格致書院合併，那夏礼接任格致书院第三任监督，亦是最早的校董会成员之一，亦為坚持岭南大学建校康乐园的几位校董之一。1899年因培英書院與格致書院各自辦學而卸任。

### 離世
1914年1月21日，那夏禮在廣州花地離世，終年77歲。其遺體葬於培英中學校園內，中共建政後將其移葬至基督教公墓。

## 著作
- 《舊約以西結註釋 (Conference Commentary on Ezekiel)》 / 那夏禮 (Noyes, Henry V., 1836-1914). 漢口 ：中國基督聖教書會，不詳 （页面存档备份，存于）  「基督教古籍數據庫」(香港浸會大學圖書館)
- 《舊約耶利米書註釋》1910.上海 : 美華書館.[2]
- 《心算數學》 1912.廣州 : 培英書院.[2]

## 影響
1923年，由於芳村堂信徒增加，花地會在上芳村平民大街建造新堂，称为中华基督教会广东协会芳村堂，又名平民堂，英文名称为那夏礼纪念堂。那夏禮創辦的培英中學、合辦的格致書院，是廣州最早的現代教育機構，《廣州日報》認為他惠及了幾代廣州人。《南風窗》雜誌稱，時至今日，這兩所學校均在世界聲名遠播。

## 評價
- 各地培英中學學子及校友均稱那夏禮為“校祖”。[2]
- 《南風窗》雜誌認為那夏禮是中美交流的使者，促進了中國現代教育及現代科學的發展。[3]
- 《廣州日報》認為那夏禮對中國現代教育做出了不朽的貢獻。[5]